# المغرب الكبير (مصطلح)

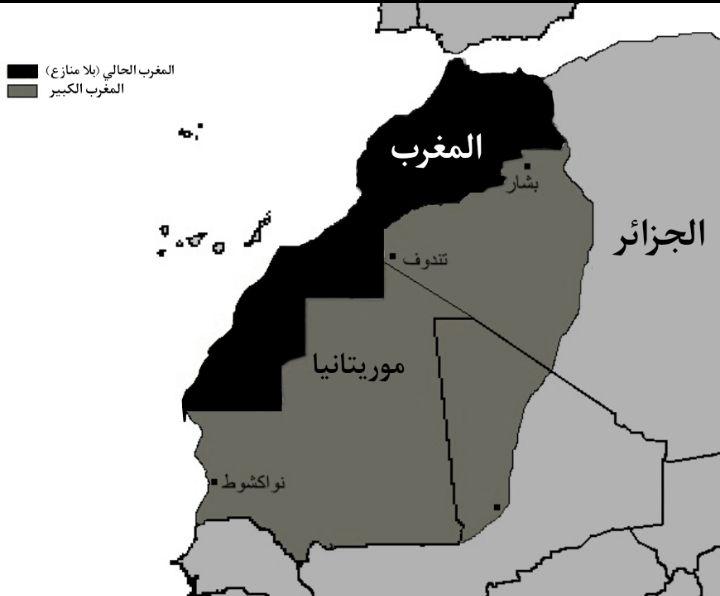
خريطة المغرب الكبير

المغرب الكبير مصطلح تاريخي قليل التداول في الوطن العربي، أو المحلي المغاربي. يستعمل المصطلح باحثو تاريخ ما قبل الحقبة الاستعمارية، والمهتمون بقضية الوحدة الترابية للمغرب بما فيها مدينتا سبتة ومليلية، والجزر الجعفرية، وقضية نزاع الصحراء الغربية. يرتبط المصطلح بخريطة المغرب خلال عصر الدولة السعدية، حيث كان سلطان المغرب يبسط سلطته (طبقا لنظام البيعة) على بلاد شنقيط (موريتانيا حاليا)، ومنطقة تندوف في الجزائر التي اقتطعتها فرنسا من المغرب بعد (معركة إسلي)، وجزء من شمال شرق مالي. يحتفظ الأرشيف الوطني المغربي في الرباط بوثائق البيعة التي كانت قبائل هذه المناطق ترسل بها إلى سلطان المغرب.
حكمت سلالة العلويين المغرب منذ القرن 17، وكان أقصى امتداد للإمبراطورية في القرن 18 في عهد مولاي إسماعيل، والذي بسط سيادته من أقصى الصحراء (تمبكتو والسنغال) إلى وادي ملوية، وهي الحدود التقليدية مع الجزائر على خط ساحل المتوسط. عند وفاة مولاي إسماعيل في 1727، نشبت حرب أهلية بين أبنائه الكُثر والعبيدات، واستمرت ثلاثين عاما. وهكذا، أرسل السلطان العلوي محمد بن عبد الله، رسالة بتاريخ 30 مايو/أيار 1767 إلى ملك إسبانيا كارلوس الثالث، جاء فيها بأنه ليست لديه سلطة على الأراضي الواقعة جنوب وادي النون.
طالب المغرب بعد الاستقلال بالأراضي التي كانت تحت سيطرته قبل دخول الاستعمار الأوروبي، حيث كان علال الفاسي الزعيم التاريخي لحزب الاستقلال المغربي من أول المطالبين بفكرة المملكة المغربية الكبرى. توجهت في 15 أكتوبر/تشرين الأول 1956 بعثة مغربية إلى الأمم المتحدة للمطالبة باسترجاع الأراضي التي لا زالت تحت الاحتلال. نجح المغرب في استرجاع إقليم سيدي إفني (بعد حرب إفني) وجزء كبير من الأراضي قرب مدينتي سبتة ومليلة والصحراء الغربية من إسبانيا.
رفضت بعض الدول سيادة المغرب على الأراضي التي كانت تابعة له قبل دخول الاستعمار الأوروبي، حيث دخل المغرب في حرب الرمال مع الجزائر إثر مطالبته بالأراضي التي اقتطعتها منه فرنسا قبل استقلاله بخمس سنوات. يتجلى ذلك أيضا في نزاع الصحراء الغربية التي وضعته في مسار تصادمي مع الاتحاد الأفريقي الذي يتبنى الحدود التي وضعها الاستعمار كأحد مبادئه، ونتيجة لذلك فإن المغرب هو البلد الأفريقي الوحيد الذي لم يكن عضوا في الاتحاد الإفريقي حتى سنة 2017، حيث كانت عودته ليكون له مقعد مثلما لجبهة البوليساريو مقعد، وهي ترفض سيادة المغرب على الصحراء مدعومة من الجزائر.